# Hermann Lichtenthal

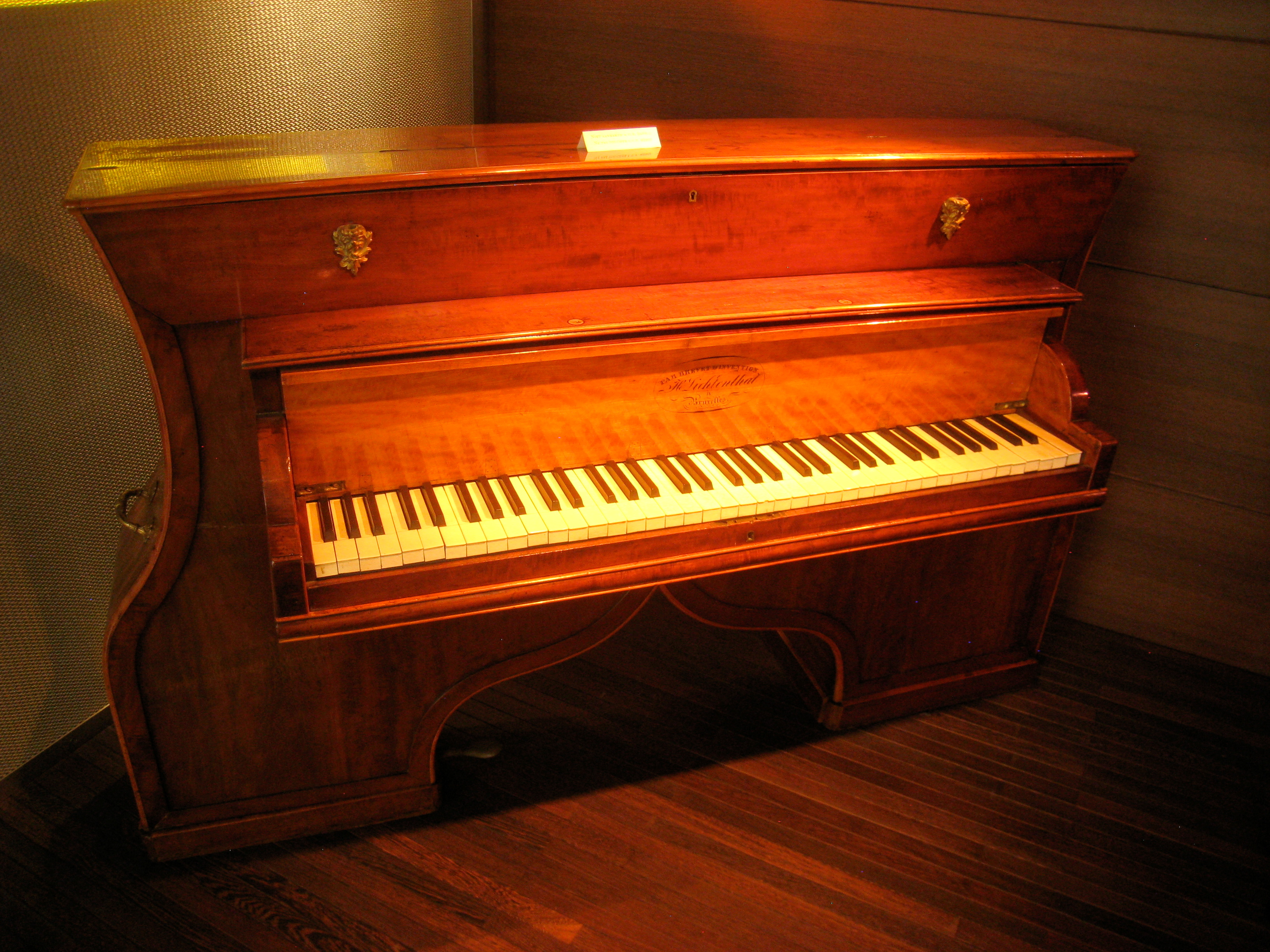
Lichtenthal-Piano, Brüssel, ca. 1830. Im Musikinstrumentenmuseum Brüssel

Hermann Lichtenthal (* 1795 in Schlesien; † 15. Oktober 1853 in Sankt Petersburg) war ein Hersteller von Klavieren in Brüssel und später in Sankt Petersburg. Zahlreiche Patente gingen auf seinen Erfindergeist zurück.

## Geschichte
Lichtenthal öffnete zunächst um 1823 eine Werkstatt in Brüssel auf dem Waterloo-Boulevard 27. Wo er 1830 Bankrott vermelden musste, auch Patentschwierigkeiten für neue Bauarten machten ihm zu schaffen. Darum siedelte er nach Sankt Petersburg um und gründete dort 1840 eine eigene Fabrik, die bald 50 Arbeiter beschäftigte. Einer seiner Handwerkermeister war der aus Thüringen stammende Johann Tresselt, der spätere Eigner der J. Tresselt Pianofortefabrik.
Die Entstehung der Fabrik verdankte Lichtenthal der Russifizierungspolitik Zar Nikolaus’, bis zu dessen Tod im Jahre 1855. Die Gründung der Lichtenthal-Fabrik fiel in diese Modernisierungsphase der russischen Industrie. Restriktive Einfuhrzölle ab 1841 führten zu einem fast unbegrenzten Markt für inländische Instrumente. Weiterhin ermöglichten niedrige Löhne und Steuerersparnisse ein Monopol für in Russland hergestellte Klaviere. Lichtenthal hatte als Neuankömmling in Sankt Petersburg Becker, Tischner und Schröder in der Konkurrenz und ließ in seinem Ausstellungsraum der Fabrik deren Instrumente neben dem seinigen spielen, das in englischer Bauart mit Stoßzungenmechanik lauter und die Töne tiefer spielbar waren. Lichtenthal lud viele populäre Pianisten ein, seine Instrumente zu spielen. 1852 spielte sogar Anton Grigorjewitsch Rubinstein in Lichtenthals Konzertsaal, diese Konzerte kosteten viel Gage, führten aber zu einer signifikanten Steigerung der Verkaufszahlen.

„Anfangs der vierziger Jahre tauchte in Petersburg der belgische Pianofortefabrikant Hermann Lichtenthal auf, der das englische System des Clavierbaues befolgte. Dieses welches heut' zu Tage in Nordamerika sich auf die äußerste Spitze seines Prinzips hinauf getrieben findet, bezweckt, durch erhöhte Widerstandskraft der Tastenmechanik wuchtigere Wirkung der Hämmer auf die Saiten zu erzielen, und dadurch den Ton klang voller zu machen, wie die Befolger dieses Systems (irrthümlich) vermeinen. Lichtenthal war schon von früher her mit Franz Liszt bekannt, und als nun dieser damals eben auftauchende Glanzstern der höchsten Clavier-Virtuosität im Jahre 1842 in Petersburg eintraf, bat Lichtenthal ihn, daß er sich seiner (d. h. Lichtenthal's) Instrumente zu den hier anberaumten Konzerten bedienen möchte. Wer den herrlichen, liebenswürdigen Menschen Franz Liszt näher zu kennen das Glück hatte, der weiß, daß er, wenn nur irgend wie seinerſeits erfüllbar, keine Bitte abzuschlagen vermochte. Zudem war Liszt sich seines genialen Hochmeisterthums bewußt; ihm war es gleich, welche Spielart irgend welches Instrument auswies; er brauchte nur eine, höchstens zwei Passagen über die Tasten zur Probe gleiten zu lassen, – oft nur mit der linken Hand allein, – und sofort war, selbſt auch das ungeheuerlichste Clavier ihm völlig unterthan. Auch im folgenden Jahre (1843) spielte Liszt in seinen Concerten allhier und in Moskau auf Lichtenthal'schen Inſtrumenten.“

Um 1885 kulminierte sich das Oberzentrum des russischen Klavierbaus in Sankt Petersburg. Neben Lichtenthals gab es 60 weitere Manufakturen, Reparaturwerkstätten, Klavierhändler sowie größere und kleinere andere Fabriken, die sich dem Klavierbau verschrieben hatten. Bis auf wenige Ausnahmen waren das alles deutschbaltische oder aus Deutschland eingewanderte Instrumentenbauer. Namen wie Schröder, Mühlbach, Tischner, Becker oder Diederichs zierten die Klaviere.

## Exponate in öffentlichen Sammlungen
- im Musikmuseum Moskau in Moskau befindet sich in der Dauerausstellung ein Lichtenthal Flügel. Glinka war einer der berühmtesten Kunden von Lichtenthal[7]
- im Irkutsker Dekabristen Museum ist ein bespielbarer restaurierter Flügel von Lichtenthal[8] Dieser Flügel ist auch ein Zeitdokument für die Verbannung der Dekabristen nach Sibirien, die europäische Kultur, Bildung und Musik ins Nirgendwo brachten.[9]
- im Landgut Museum Spasskoje-Lutowinowo des Schriftstellers Iwan Turgenew befindet sich ein Lichtenthal Flügel, den der Schriftsteller besessen hatte.[10]